# Hascul
Hasculul sau moșmonul (Mespilus germanica) este un arbust exotic, cu tulpină strâmbă, scurtă, cu ramuri răsucite. Lujeri muchiați, pubescenți, brachiblaste spinoase. Muguri alterni, ovoconici, bruni, păroși. Frunze eliptice, pețiolate, întregi sau mărunt și glandulos serate, groase, 6-12 cm, pubescente pe dos. Fruct de mărime mare (50 gr), diametrul 45-50 mm, lungime 35-40 mm, cu pieliță de culoare maro deschis  și pe partea însorită roșu cărămiziu.
Perioada de coacere: În noiembrie.